# Bataille de Hasselt (1831)
Pour les articles homonymes, voir Bataille de Hasselt.
Campagne des Dix-Jours
La bataille de Hasselt est l'une des batailles de la guerre belgo-néerlandaise. Elle eut lieu le 8 août 1831 durant la campagne des Dix-Jours. L'armée belge de la Meuse sous le commandement de Nicolas Daine fut défaite à Hasselt par le prince Guillaume II d'Orange du royaume uni des Pays-Bas.

## Forces en présence
Le prince d'Orange commandait une armée de 36 000 hommes. Son intention était de passer entre les armées belges de l'Escaut (sous les ordres de Tiecken de Terhove) et de la Meuse pour atteindre et occuper Bruxelles.
L'armée de la Meuse de Nicolas Daine ne comptait que 14 500 hommes. Ils étaient insuffisamment formés et armés et sans aucun soutien d'artillerie convenable.

## Déroulement
Le 8 août 1831, le prince d'Orange lance une attaque sur l'armée belge de la Meuse qui se trouvait à Hasselt.
Le plan était de la prendre en tenaille sur trois côtés avec trois divisions. Avec la ville néerlandaise de Maastricht dans le dos, la retraite des Belges était ainsi rendue plus difficile.
Une petite résistance des Belges incite une des divisions néerlandaises en marche à prendre le village de Kuringen.
Cette perte de temps permet ainsi à l'armée de la Meuse de battre en retraite. Daine laisse son armée se retirer de Hasselt sur Tongres. Il laisse à Hasselt un détachement et quelques canons devant ralentir l'armée néerlandaise et lui permettre d'atteindre Tongres. Les Néerlandais investissent Hasselt à la suite de la retraite de l'armée belge. La cavalerie néerlandaise, informée que l'armée de la Meuse est sur la route de Tongres, la rattrape créant ainsi une énorme panique dans les rangs de l'arrière-garde. À hauteur de Kortessem, les Belges installent quelques canons en direction des Néerlandais. Ceux-ci arrêtent là le combat. L'armée de la Meuse est entièrement désorganisée. Les soldats qui restent se replient sur Liège. Parce qu'une des divisions néerlandaises reçoit ses ordres trop tard, la fuite vers Liège ne peut être empêchée. Daine échappe ainsi à une capture.

## Conséquences
Les Néerlandais firent près de 400 prisonniers et récupèrent de nombreuses armes abandonnées par les Belges. Environ 700 soldats belges furent tués, les pertes du côté néerlandais furent beaucoup plus faibles d'après les témoignages de l'époque.
L'armée de la Meuse n'est pas entièrement détruite par le prince d'Orange, il cessa, peut-être pour des raisons politiques, la poursuite.